# Saldanhakathaai
De saldanhakathaai (Apristurus saldanha) is een vis uit de familie van Pentanchidae en behoort derhalve tot de orde van roofhaaien (Carcharhiniformes). De vis kan een lengte bereiken van 88 centimeter. 

## Leefomgeving
De saldanhakathaai is een zoutwatervis. De vis prefereert diep water en leeft hoofdzakelijk in de Atlantische Oceaan op dieptes tussen 453 en 717 meter. 

## Relatie tot de mens
De saldanhakathaai is voor de visserij van geen belang. In de hengelsport wordt er weinig op de vis gejaagd. 